# Aporum lunatum
Aporum lunatum é uma espécie de orquídea epífita de hábito pendente e flores pequenas, que habita Palawan, Filipinas.